# Middelbare detailhandelsschool
De Middelbare detailhandelsschool of afgekort MDS is een voormalige Nederlandse onderwijsrichting op mbo-niveau. De opleiding was gericht op commerciële beroepen, en specifiek voor managementfuncties in de detailhandel zoals afdelingschef, bedrijfsleider of zelfstandig ondernemerschap. Keuzevakken waren er voor groothandel, textiel, levensmiddelen, logistiek, het verzekeringswezen of toerisme. Het diploma was geldig als middenstandsdiploma waardoor het mogelijk was na de opleiding een zaak te vestigen of over te nemen.
Doorstroming was mogelijk naar de hoger economisch en administratief onderwijs. 